# Перодръжка
Перодръжка е инструмент за писане. Състои се от писец с капилярни канали, който се топи в мастило и дървена дръжка, на която се закрепва. Други материали, които се използват за дръжка са пластмаса, стъкло, метал или кост. Перодръжките нямат резервоар за мастило, затова трябва често да се топят в малко шишенце с мастило, наричано мастилница. Те имат едно предимство пред писалките - могат да използват мастила, които биха корозирали или задръстили писалките. Перодръжката като средство за писане заменя перото от птици и като такова средство в България се използва до края на 60-те години на ХХ век. Перодръжката и сменяемите писци намират все още приложение и са удобни за използване в калиграфията, защото писецът може да се сменя за изписване на различни линии по дебелина. Счита се за предшественица на химикалката и писалката.